# تشارلز توماس بينغهام
تشارلز توماس بينغهام (بالإنجليزية: Charles Thomas Bingham)‏ هو عالم حشرات أيرلندي، ولد في 16 أبريل 1848 في جمهورية أيرلندا، وتوفي في 18 أكتوبر 1908.